# Classmates (film 1908)
Classmates è un cortometraggio muto del 1908 diretto da Wallace McCutcheon. Nel ruolo entrambi di comparsa, D.W. Griffith e Linda Arvidson che erano marito e moglie.

## Produzione
Prodotto dalla American Mutoscope & Biograph, il film fu girato nei giorni dal 15 al 20 gennaio 1908.

## Distribuzione
Il film uscì nelle sale cinematografiche USA il 1º febbraio 1908, distribuito dall'American Mutoscope & Biograph. Copia del film - un positivo a 35 mm - viene conservata negli archivi della Library of Congress.